# Tánatos

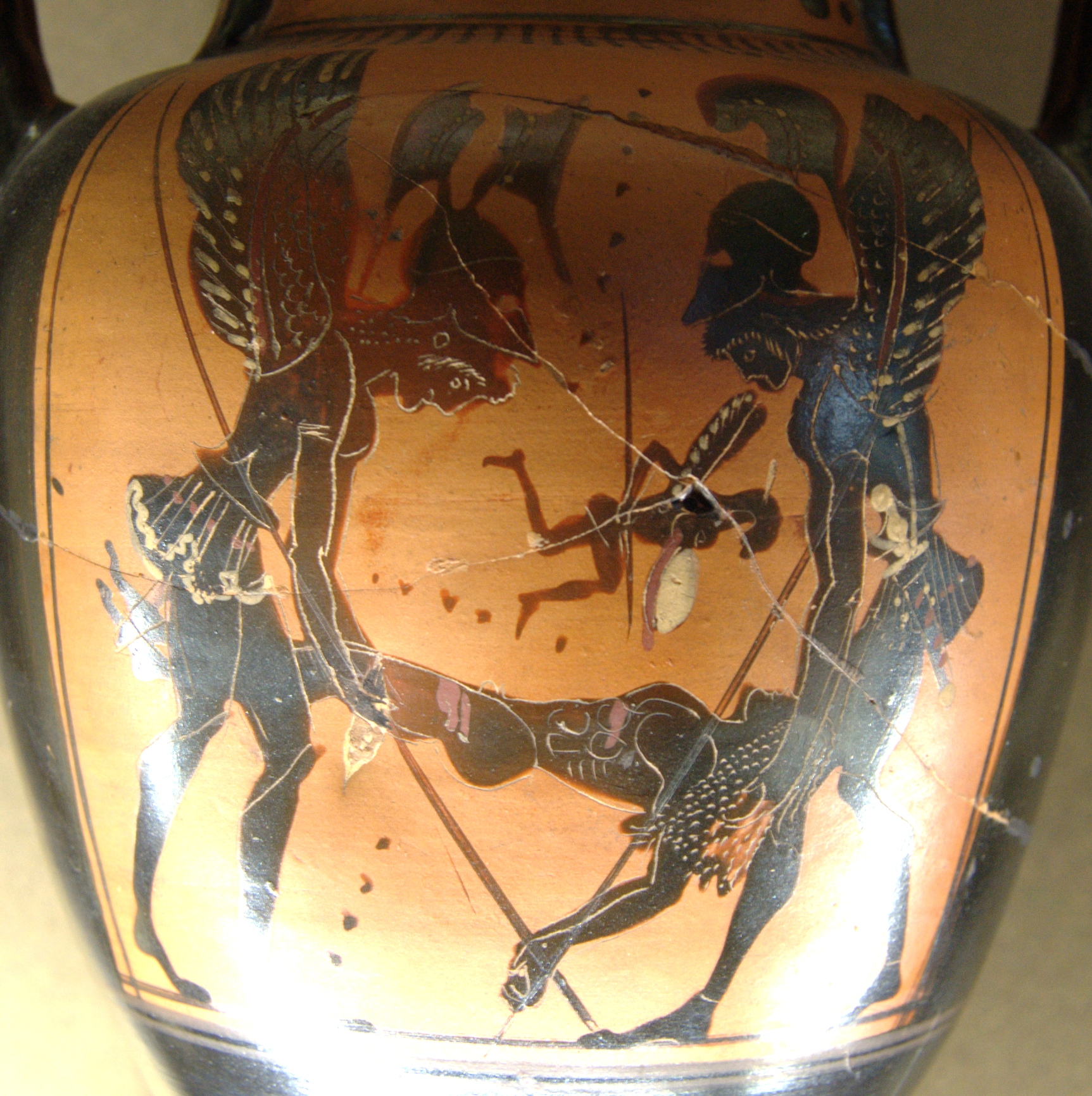
Ánfora ática de figuras negras donde se representa a Hipnos y Tánatos trasladando el cuerpo de Sarpedón. 500-490 a. C. Museo del Louvre.

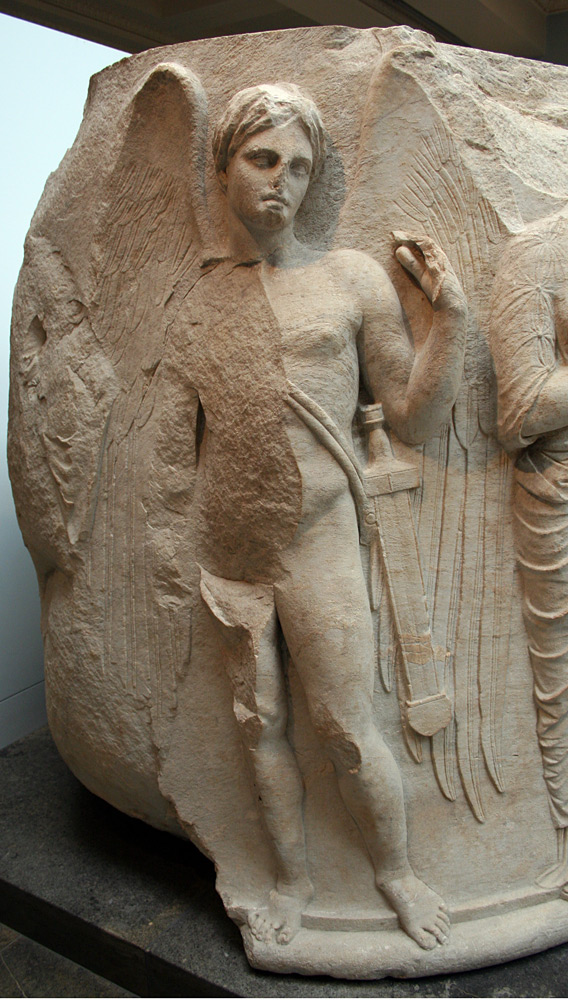
Escultura del siglo IV a. C. que quizá represente a Tánatos. Procede del templo de Artemisa de Éfeso y se expone en el Museo Británico.

En la mitología griega, Tánatos, Tánato  o simplemente Muerte (en griego: Θάνατος, Thánatos)  era la personificación de la «muerte», especialmente aquella sin violencia o muerte natural. Haz dado la voz en español «tanatorio», por ejemplo. A menudo es descrito junto a su hermano gemelo, Hipno, el Sueño. Los poetas latinos lo traducían como Mors o Letum.  Conduce a todos los mortales a las riberas del río Aqueronte y de esta guisa Virgilio lo denomina Aqueróntida. Era costumbre sacrificarle un gallo en su honor. Horacio dice que la Muerte tenía alas negras. Era ante todo un ser implacable y no se dejaba convencer por las súplicas de nadie; también tenía un lado redentor: traía calma, liberaba de las enfermedades y se deshacía de los tiranos.

## Familia y residencia
Hesíodo y Homero lo hacían hijo de Nix, la noche, y gemelo de Hipnos; su madre los había dado a luz sin acostarse con nadie. Los poetas latinos ya lo imaginaron como hijo de la Noche y el Erebo. La Muerte y el Sueño viven en el Tártaro, cerca de las mansiones de la Noche de oscurros nubarrones, y nunca el radiante sol les alumbra con sus rayos al subir al cielo ni al bajar del cielo. Mientras que Hipnos es dulce y pacífico su hermano Tánato, en cambio, tiene de hierro el corazón y un alma implacable de bronce que alberga en su pecho. Retiene al hombre que coge antes, y es odioso incluso para los dioses inmortales.

## En laIlíada
En la Ilíada se dice que los dos hermanos, famosos por la rapidez de sus actos, recibieron el encargo de Zeus de transportar el cuerpo de su hijo Sarpedón hasta Licia, para que pudiera recibir de sus familiares la sepultura que merecía. El rey de los dioses había concedido a su hijo una vida que abarcaba tres generaciones, y que terminó cuando Sarpedón acudió a la guerra de Troya al frente de los licios, donde fue muerto por Patroclo. Entonces Zeus pidió a Apolo que purificara su sangre en un río, untara su cuerpo con ambrosía, le vistieran como un inmortal y fuera llevado rápidamente a su tierra, mandato que cumplieron Tánatos e Hipnos.

## Tánatos y Sísifo
Tánato apenas ha superado la fase de abstracción personificada y tiene muy pocas intervenciones en los mitos. Uno de ellos dice que Sísifo, hijo de Eolo, fue el único hombre capaz de subir desde los dominios de Hades hasta la superficie usando su astucia. Le había hecho saber a Asopo que era Zeus quien se había llevado a su hija Egina. En castigo por tal ofensa Zeus envió a Tánato contra el desdichado pero Sísifo ató a Tánato con fuerza, de modo que los hombres dejaron de morir, hasta que Ares acudió al rescate, liberó a Tánatos y se lo entregó al dios de nuevo.

## Tánatos y Heracles
Eurípides nos narra otro episodio en el que Tánatos interviene. Este se había presentado para llevarse el alma de Alcestis, que había ofrecido su vida a cambio de la de su marido, el rey Admeto de Feras. Heracles era entonces un huésped de honor en la casa de Admeto y se ofreció a corresponder a la hospitalidad del rey ofreciéndose para luchar contra la propia Muerte por la vida de Alcestis. Heracles se abalanzó sobre Tánatos y lo venció en un combate, ganándose el derecho a quedarse con Alcestis, mientras Tánatos no tuvo más remedio que huir.

## En laEneida
Cuando la Sibila guía a Eneas por el inframundo y llega al Aqueronte, vestíbulo del infierno, se puede ver toda la ralea de la Muerte:
«En frente del vestíbulo, al entrar en la misma hoz del Orco (Hades), el Dolor (Luctus) ha plantado su cubil y los Remordimientos (Curae) vengadores y los pálidos Morbos (Morbi) y la triste Vejez (Senectus). Allí el Miedo (Metus) y el Hambre (Fames), maligna consejera y la odiosa Pobreza (Egestas), espantosas de ver, y la Muerte (Letum) y la Pena (Labor). Allí el Sueño (Sopor), hermano de Muerte (Letum) y el Placer prohibido (Gaudia). Y en el umbral frontero la Guerra (Bellum), portadora de la muerte, y en sus lechos de hierro las Euménides y la Discordia en furia, anudados con ínfulas sangrantes sus cabellos de víboras. En el centro un sombrío olmo gigante tiende sus ramas, sus añosos brazos. Anidan por todo él los sueños vanos, segun dicen, colgados de todo su follaje. Moran allí otras muchas variadas trazas de monstruosas fieras. Acampan a sus puertas los centauros, las escilas biformes, Briareo, el gigante de cien brazos, la hidra de Lerna de silbidos horribles, la Quimera, arbolada de llamas, las gorgonas, las harpías, y la traza de sombra con tres cuerpos, Briareo».

## Representaciones
En piezas de cerámica de la Antigüedad, Tánatos era representado como un hombre con alas, a menudo armado y acompañado de su hermano Hipnos, en el proceso de trasladar a un muerto. Por otra parte, se discute si la representación de una divinidad en contextos funerarios con una antorcha invertida en sus manos o dormida sobre una piedra que aparece desde el periodo helenístico puede ser la de Tánatos o la de Eros.

## Fuera de la mitología clásica
Junto con Moros es asociado como el jinete del caballo pálido en el Apocalipsis.  En psicoanálisis, Tánatos es la pulsión de muerte, que se opone a Eros, la pulsión de vida. La pulsión de muerte, identificada por Sigmund Freud, señala un deseo de abandonar la lucha de la vida y volver a la quiescencia y la tumba. No debe confundirse con el impulso parecido del destrudo.